# Mac Miller
Malcolm James McCormick (født 19. januar 1992, død 7. september 2018), bedre kendt som Mac Miller, var en rapper fra Pittsburgh, Pennsylvania i USA. Mac Miller udgav sit første album Blue Slide Park den 8. november 2011. Malcolm James McCormick var søn af Karen Meyers og Mark McCormick. Hans far er kristen, og hans mor er jøde. Mac Miller rappede, spillede klaver, guitar, trommer og bas.[kilde mangler]

## Biografi
Før Mac Miller startede sin solokarriere, var han med i rapgruppen ved navn The Ill Spoken. The Ill Spoken udgav mixtapet How High i 2008. Før han tog kunstnernavnet Mac Miller, var han kendt som Easy Mac og udgav mixtapet But My Mackin' Ain't Easy i 2007. I 2009 udgav Mac Miller to mixtapes The Jukebox: Prelude to Class Clown og The High Life før han blev signet med Rostrum Records. Mac Miller optrådte i Danmark på Roskilde Festival den 7. juli 2012, i København 14. september 2011 og i Århus den 27. juni 2017. Mac Miller var venner med rapperen Wiz Khalifa, der også er fra Pittsburg. Mac Miller udgav otte mixtapes: But My Mackin' Ain't Easy, The Jukebox: Prelude to Class Clown, The High Life, K.I.D.S, Best Day Ever, I Love Life, Thank You, Macadelic og Faces.[kilde mangler]
Mac Millers mest kendte sang "Donald Trump" har over 200 millioner visninger på YouTube. Musikvideoen til Mac Millers første single, "Knock Knock", kom på Youtube den 22. november 2010.[kilde mangler]
Den 7. september 2018 døde Mac Miller af en formodet narkotikaoverdosis.

## Diskografi
- Blue Slide Park (2011)[3]
- Watching Movies with the Sound Off (2013)[4]
- GO:OD AM (2015)[4]
- The Divine Feminine (2016)[5]
- Swimming (2018)[6]
- Circles (2020)
- Balloonerism (2025)